# مصدر مشع

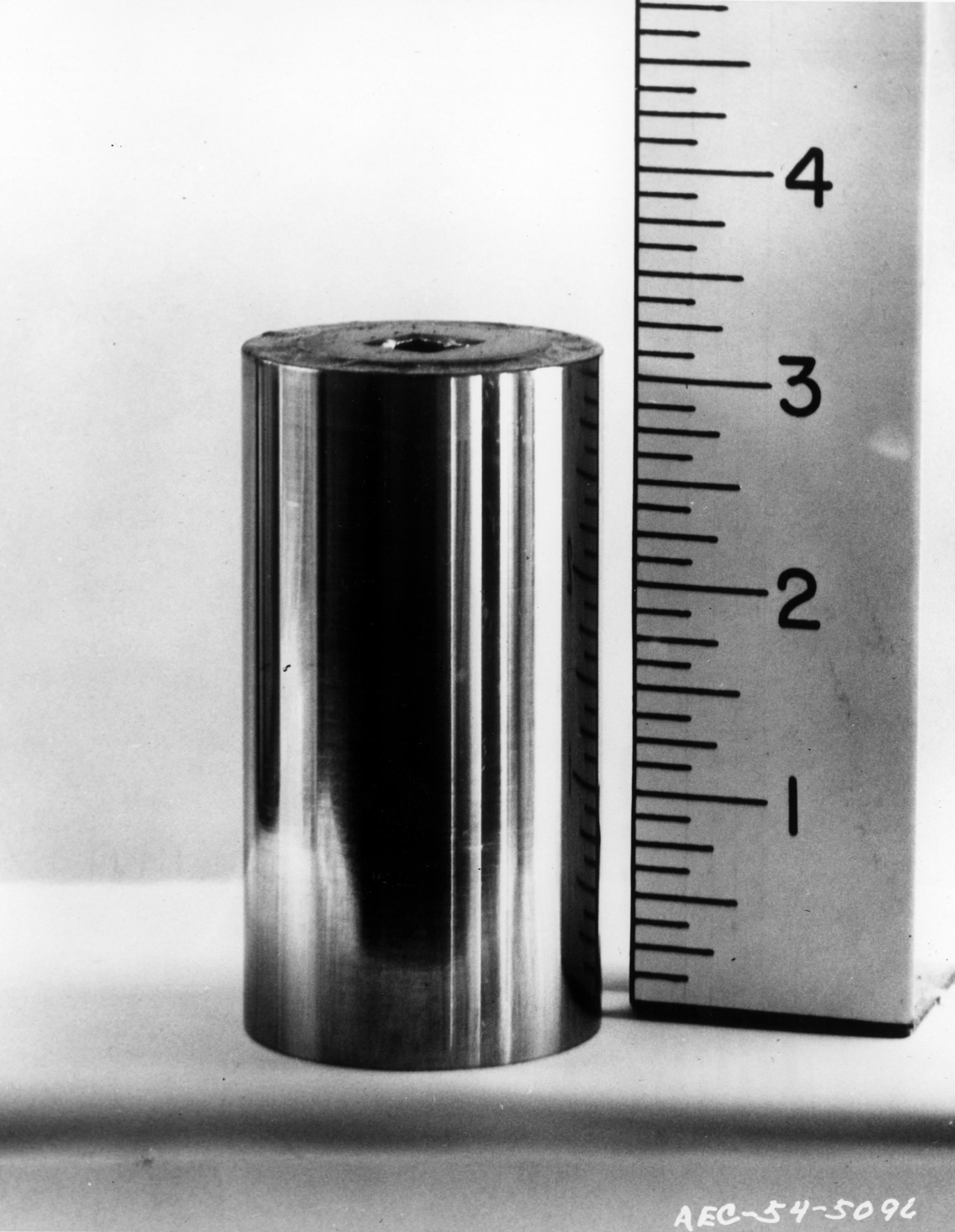
مصدر إشعاع سيزيوم 137 جديد مختوم كما يظهر في حالته النهائية

المصدر المشع (بالإنجليزية: Radioactive source)، هو كمية معروفة من النويدات المشعة التي تصدر إشعاعات مؤينة. عادة ما تصدر واحدة أو أكثر من أنواع الإشعاع وأشعة جاما وجسيمات ألفا وجسيمات بيتا وإشعاع النيوترونات.
يمكن استخدام المصادر للإشعاع، حيث يؤدي الإشعاع وظيفة مؤينة مهمة على مادة مستهدفة، أو كمصدر لقياس الإشعاع، والذي يُستخدم لمعايرة عملية القياس الإشعاعي وأجهزة الحماية من الإشعاع. كما أنها تستخدم لقياسات العمليات الصناعية، مثل قياس السماكة في صناعات الورق والصلب. يمكن إغلاق المصادر في حاوية (إشعاع شديد الاختراق) أو إيداعها على سطح (إشعاع اختراق ضعيف)، أو يمكن أن تكون في حالة السائل.
كمصدر للإشعاع يتم استخدامها في الطب للعلاج الإشعاعي وفي الصناعة مثل التصوير الشعاعي الصناعي، وإشعاع الطعام، والتعقيم.
يتم اختيار النويدات المشعة وفقًا لنوع وطبيعة الإشعاع الذي تنبعث منه، وكثافة الانبعاث، ونصف عمر انحلالها. تشمل النويدات المشعة المصدر الشائعة الكوبالت 60، إيريديوم 192، والسترونتيوم 90. كمية قياس نظام الوحدات الدولي لنشاط المصدرهي البيكريل.
عادة ما يستمر مصدر الإشعاع لمدة تتراوح بين 5 و15 سنة قبل أن ينخفض نشاطه إلى ما دون المستويات المفيدة. ومع ذلك، يمكن استخدام المصادر ذات النويدات المشعة نصف العمر الطويلة عند استخدامها كمصادر للمعايرة لفترة أطول.